# 서천 장암진성
서천 장암진성(舒川 長巖鎭城)은 대한민국 충청남도 서천군 장항읍 장암리에 있는 고려시대의 진성이다. 1995년 3월 6일 충청남도의 기념물 제97호로 지정되었다.

## 개요
충청남도 서천군의 장암진성은 해발 90.1m의 후망산 남서쪽 끝에 있으며 산성이라기 보다는 평지에 있는 평지성에 가깝다.
성벽의 둘레는 640m이고 동·서 190m, 남·북 100m로 역사다리꼴에 가까운 형태로, 남쪽벽과 북쪽벽에 각각 1개씩의 문터가 있다. 동쪽벽에서 5∼7m 정도 떨어진 곳에 폭 4m, 깊이 1.2m 정도로 주변에 도랑을 돌린 해자가 있으며, 서쪽벽은 일제시대 때 거의 헐려 형태가 잘 남아있지 않다.
장암진성은 고려시대에 부르던 이름이며 조선시대에는 서천포읍성, 서천포진성이라 불렸다고 하는데, 『신증동국여지승람』에 의하면 조선 중종 9년(1514)에 완성되었다고 한다.

## 참고 자료
- 서천 장암진성 - 국가유산청 국가유산포털